# 伊藤進 (軍人)
伊藤 進（いとう すすむ、1914年（大正3年） - 2013年（平成25年）1月）は、大日本帝国海軍の軍人、戦闘機操縦者、実業家。最終階級は海軍大尉。兵庫県出身。

## 経歴
- 1914年（大正3年）、兵庫県出身。
- 第1期海軍飛行予科練習生に合格して、1930年（昭和5年）に海軍に入隊。1933年（昭和8年）に操縦専修卒業。
- 1934年（昭和9年）より「球磨」「衣笠」等、各種の艦艇に乗り組む。
- 1939年（昭和14年）には兵曹長（准士官）に任官。
- 1941年（昭和16年）から1943年（昭和18年）にかけて、伊号第二十一潜水艦飛行長。
- 霞ヶ浦航空隊教官を経て、1944年（昭和19年）7月から第三〇二海軍航空隊分隊長を務める。三〇二空では雷電を駆って、本土防空戦に活躍する。
- 1945年（昭和20年）7月31日にロケット戦闘機「秋水」運用予定の第三一二航空隊に転属。同隊で終戦を迎える。最終階級は大尉。
- 2008年（平成20年）、戦争で多くの若者が学校で学ぶことができず、亡くなったことを思い「学校教育の振興に活用してください」と岩国市に1億円を寄付[1]。
- 戦後自らが設立した事務機器会社・桧山事務器（岩国市）の会長として、長らく活躍していたが、2013年（平成25年）1月死去。